# وادفراداد دوم
وادفراداد دوم فَرَتَرَکهٔ پارس در اواخر سدهٔ دوم پیش از میلاد بود. بخشی از روزگار فرمانروایی او در زمان مهرداد نخست اشکانی بود. فرمانروایی او به‌گمان پس از ۱۳۸ پیش از میلاد بوده است. او آخرین و پنجمین فرترکهٔ پارس است، که به همین عنوان بسنده ماند، چرا که پس از او دارایان یکم جانشین او شد که نخستین فرترکه‌‌ای است، که عنوان شاه بر خود داشت.